# Захват заложников в Гуме
Захват заложников в Гуме — одна из террористических атак Исламского движения Восточного Туркестана, жертвами которой стали 8 человек.

## Ход действий
Группа из 15 молодых мужчин и их жён заблудилась в горных районах уезда Гума на пути к пакистанским лагерям джихадистов. 28 декабря 2011 года около 11 часов дня они похитили двух пастухов-уйгуров и заставили проводить их до границы с Пакистаном. Несколько рабочих сельскохозяйственного кооператива стали свидетелями этого похищения, они позвонили в полицию. На подходе к деревне Мукула, пять офицеров полиции вступили в переговоры с группой террористов об условиях освобождения пастухов. Поначалу представители группировки не стали спорить с полицией, однако когда сотрудник полиции коснулся одной из жён мужчин, боевик нанёс ему смертельное ранение ножом и порезал ещё одного полицейского. По словам местных жителей, оставшиеся в живых полицейские открыли огонь по террористам, убив семь из них и задержав четырёх. Оба пастуха остались невредимы.